# Brzeźno Szlacheckie
Brzeźno Szlacheckie (kaschubisch Brzézno Szlachecczé; deutsch Adlig Briesen) ist ein Dorf und ehemaliges Rittergut in der Gemeinde Lipnica (Liepnitz) im Powiat Bytowski (Bütow) in der polnischen Woiwodschaft Pommern.

## Name
- 1374 – Bryse (der Name Bryse leitet sich vom slawischen Wort für Birke ab)
- 1492 – Bresen
- 1570 – Brziszno
- 1664 – Brzeźno Polskie
- 1807 – Brzezno
- 1818 – Adlig Briesen
- 1880 – Polnisch Briesen
- 1920 – Brzeźno Szlacheckie
- 1939–1945 – Adligbriesen
- seit 1945 – Brzeźno Szlacheckie

Das Attribut „Adlig“ (poln. Szlacheckie) erhielt Briesen im 18. Jahrhundert, da zu dieser Zeit etwa 80 % seiner Einwohner dem Adel angehörten.

## Geographie
Brzeźno Szlacheckie (Adlig Briesen) liegt in der polnischen Woiwodschaft Pommern auf Gebiet der früheren deutschen Provinz Westpreußen, etwa 22 Kilometer (Luftlinie) südwestlich der Kreisstadt Bytów (Bütow). Benachbarte Ortschaften sind beispielsweise das im Nordosten gelegene Dorf Adlig Lonken (Łąkie Szlacheckie) oder das Dorf Pietrzykowo (Groß Peterkau) im Südwesten.
Adlig Briesen wird nordwestlich vom Jezioro Brzezinek Wielki (Großer Brzynksee) und Jezioro Brzezinek Mały (Kleiner Brzynksee), nordöstlich vom Jezioro Wiejskie (Großer Dorfsee) sowie östlich vom Jezioro Gwieździniec (Kleiner Quesensee) flankiert, an dem sich die Brzeziński Młyn (Briesener Mühle) befindet.
Wenige Kilometer südlich durchfließt die 238 Kilometer lange Brda (Brahe) das Gebiet, die bei Bydgoszcz (Bromberg) in die Weichsel mündet.

## Geschichte

### Mittelalter

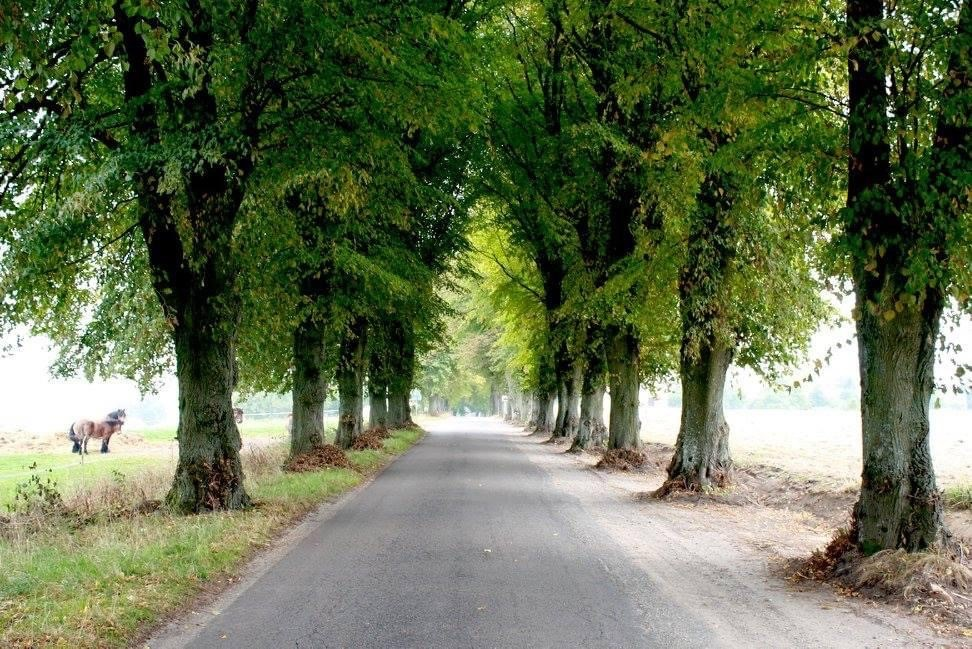
Lindenallee zum früheren Gut Briesen

Briesen wird bereits 1338 mit 25 Hufen (etwa 420 Hektar) erstmalig erwähnt. Dem Besitzer (Jakob), wurde das Gebiet vom Hochmeister des Deutschen Ordens, Dietrich von Altenburg, verliehen.
1374 verlieh der Hochmeister Winrich von Kniprode dem Ritter und Landrichter Jacosch und einem gewissen Jacob Rutke wiederum eine Fläche von 84 Hufen (ca. 1400 Hektar) zu Bryse (Briesen). Jacosch war ein Sohn des Schlochauer Landrichters Dobeslaus und unter anderem Vater des Otto von Benyn. Rutke und er waren auch im Besitz der Zbeninschen Güter (Kladau, Krojanten, Powalken, Groß- und Klein Zbenin). Die beiden erhielten die Freiheit, am Fluss Brahe bei des Komturs Jagdhütte eine Mühle zu errichten sowie Fischereirechte im Kleinen Quesensee. Ferner sollten sie alle entlang des Flusslaufes bestehenden und künftig angelegten Wiesen besitzen; als freien, erblichen und ewigen Besitz (zu kulmischem Recht). Dafür wurde ihnen im Gegenzug die Verpflichtung auferlegt, im Kriegsfall je einen bewaffneten Reiter zu stellen sowie beim Neubau, der Ausbesserung und dem Abbruch von Burgen zu helfen.
Zeugen der Verbriefung und Versiegelung des Besitzrechtes waren die Ordensbrüder Wolfram von Beldersheim (Großkomtur), Sweder von Pelland (oberster Tressler des Deutschen Ordens), Heinrich von Gröbitz (Komtur von Schlochau), Nicolaus Koler (Kaplan des Hochmeisters), Johann Schönhals (Vogt von Herrengrebin), Rüdiger von Elner und Kuno von Liebenstein, Kumpane des Hochmeisters.

### Frühe Neuzeit

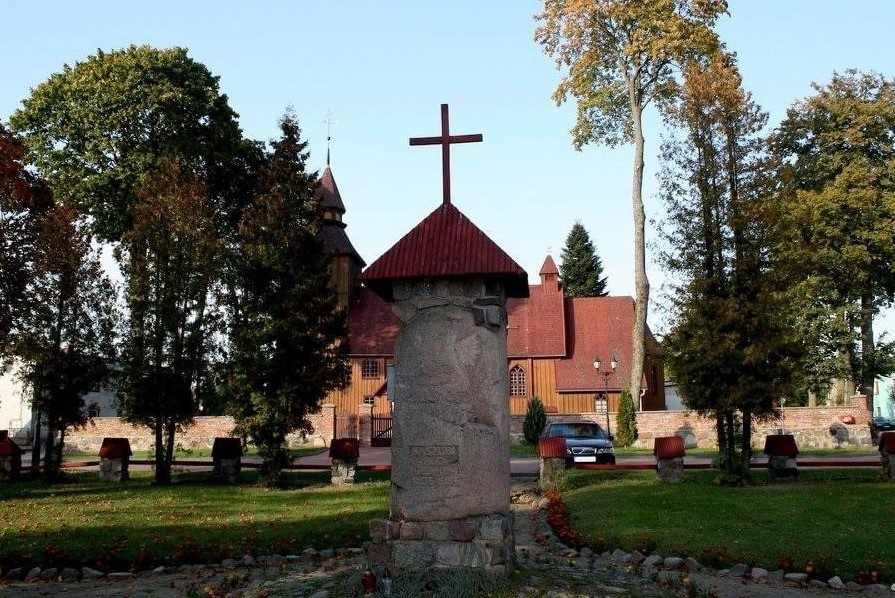
Denkmal zur Erinnerung an die Teilnahme des örtlichen Adels an der Zweiten Wiener Türkenbelagerung

Bereits vor 1570 besaßen Angehörige der Adelsgeschlechter Brzeziński, Lipiński und Prądzyński Anteile am Gut. Ihre Privilegien waren 1552 vom polnischen König Sigismund II. August bestätigt worden.
Die Brzeziński (d. h. von Briesen) teilten sich vermutlich im 17. Jahrhundert in vier Hauptzweige mit jeweils eigenen Spitznamen und Wappen (Bastian, Myk, Spiczak und Świątek). Es ist naheliegend, dass sich alle Zweige auf den 1374 erwähnten Landrichter Jacosch oder auf einen gewissen Petzen von der Bryse (Piotrowi z Brzeźna) zurückführen lassen, dem bereits 1374 das Nachbar-Gut Adlig Lonken verliehen wurde.
Im Zuge der Zweiten Wiener Türkenbelagerung von 1683 zogen Teile des örtlichen Adels (unter dem Banner Pommerns) mit dem polnischen König Jan Sobieski III. siegreich in die Schlacht.

### Moderne

Dorfpartie (1911)

1735 befanden sich die Anteile des Ritterguts (650 Hektar) im Besitz der folgenden Edelleute: A) Christoph von Styp Rekowski, B) Stephan von Myk Brzeziński, C) Lorenz von Brzeziński, D) Magdalena von Bastian Brzezińska (geb. von Wrycz Rekowska), E) Nikolaus von Korzbok Łącki, F) Christoph von Schmude Trzebiatowski, G) Katharina von Chamier Gliszczynska (geb. von Spiczak Brzezińska). Einen weiteren Anteil besaß Mathias von Spiczak Brzeziński.

Gasthof des Franz von Löwe Kiedrowski (1913)

1871 umfasste das Gut sechs Wohnplätze mit insgesamt 126 Wohngebäuden und 1191 Einwohnern. Im Ort gab es unter anderem eine Volksschule, einen Dorfladen, einen Gasthof und einen größeren Dorfteich. 1888 wurde eine Postagentur eröffnet. Bis ins 19. Jahrhundert fanden vor Ort regional bedeutende Kram-, Vieh- und Pferdemärke statt. 
Nach dem Ersten Weltkrieg fiel das Gebiet an Polen, woraufhin auf Antrag des polnischen Finanzministeriums durch einen Beschluss vom 10. März 1920 eine Zollwache in Adlig Briesen als Außenposten an der Grenze zur neu gegründeten Weimarer Republik eingerichtet wurde. Der Aufbau der Zollwache dauerte bis Ende 1922. Der Zollwachtposten „Brzeźno“ wurde der Zollwachtstation „Brzeźno“ des SC-Inspektorats „Chojnice“ unterstellt.
Nach kurzer deutscher Besetzung während des Zweiten Weltkriegs wurde Adlig Briesen 1945 wieder polnisch. Heute leben in Brzeźno Szlacheckie etwa 540 Menschen.
In Gedenken an die Zweite Wiener Türkenbelagerung, die unter Teilnahme des kaschubischen Adels erfolgreich beendet wurde, wurde 1983 ein Obelisk im Ort aufgestellt.

Impressionen aus Brzeźno Szlacheckie
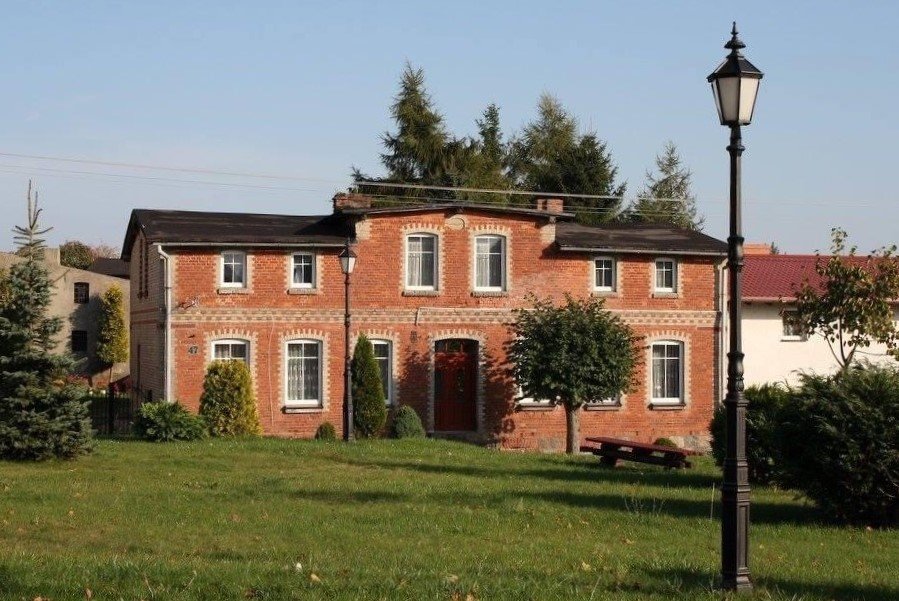
Ehemaliger Dorfladen der Fam. Gründemann
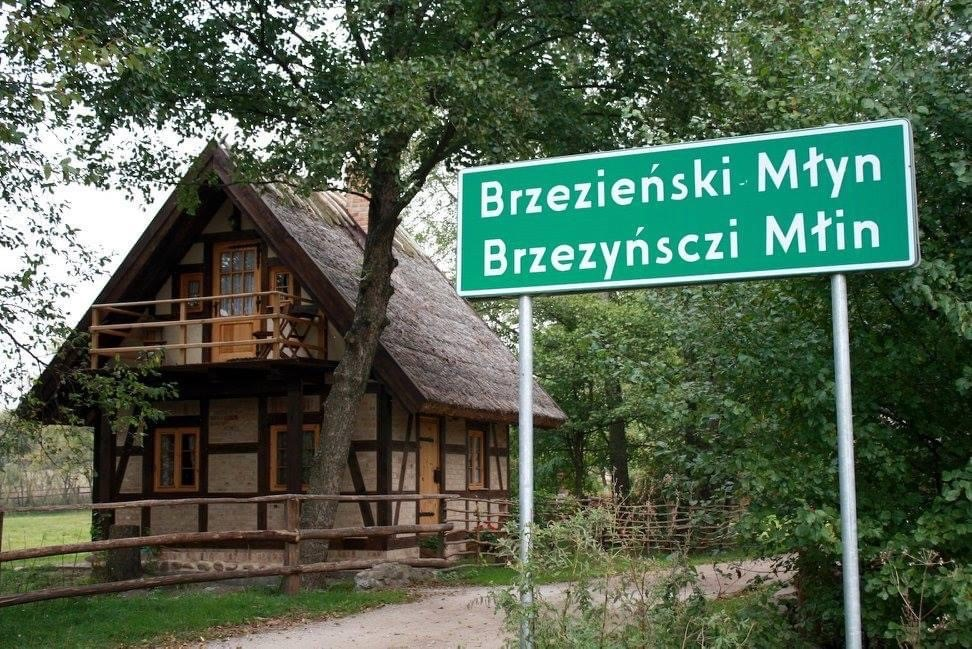
Südöstlich von Adl. Briesen gelegener Wohnplatz Brzezieński Młyn (Briesenermühle)
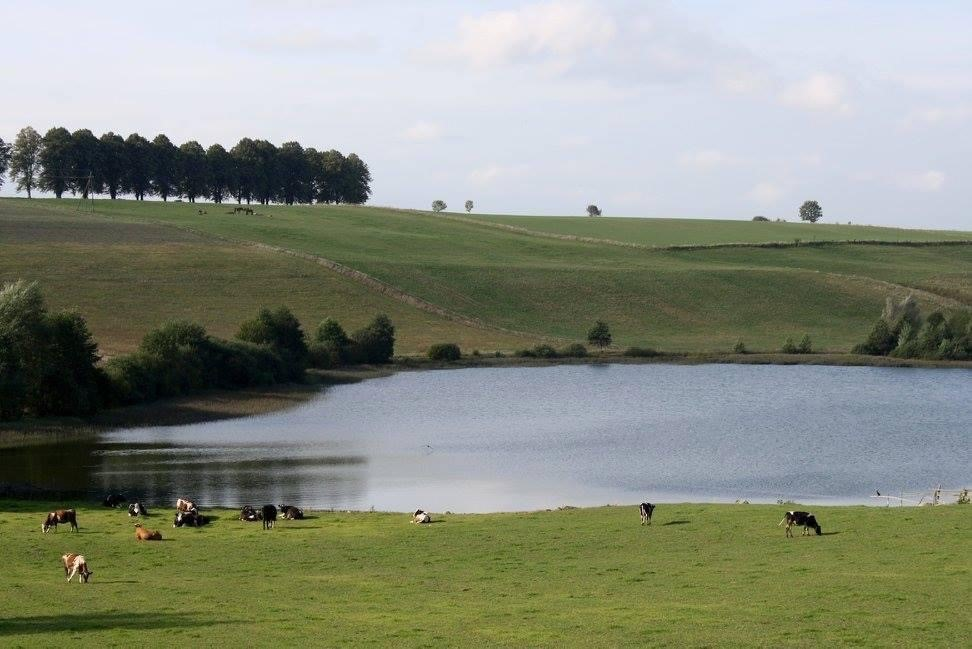
Einer der vielen Seen in der Nähe des Dorfes
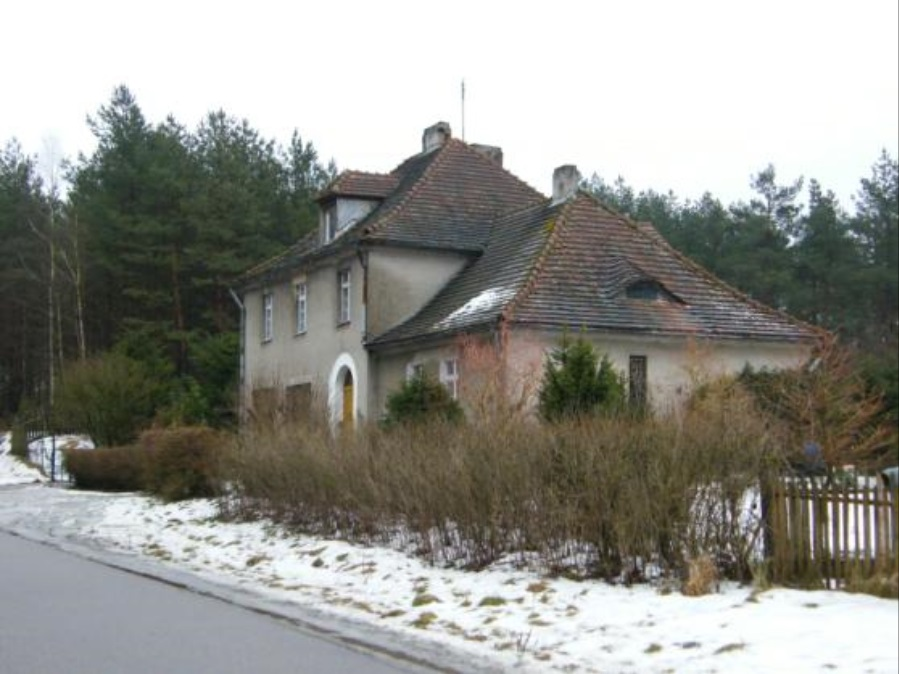
Ehem. Außenposten des polnischen Grenzschutzes

## Kirche

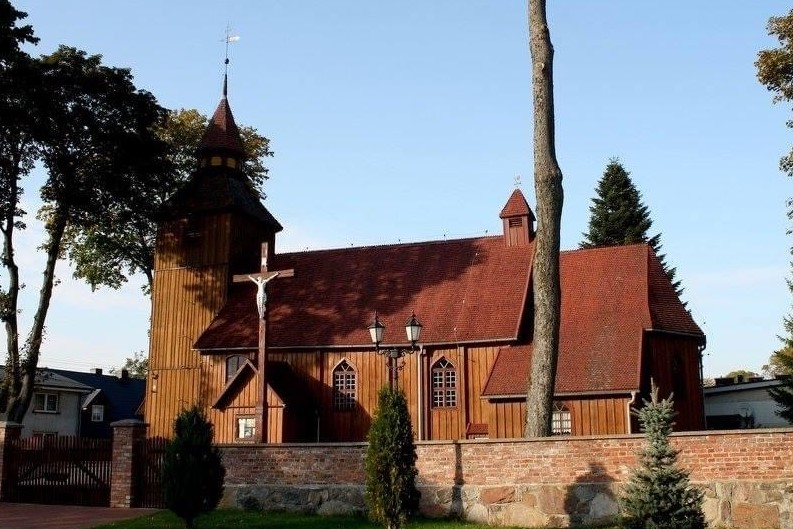
Römisch-katholische Pfarrkirche St. Katharina von Alexandrien (erbaut 1716)

Dank der Bemühungen des Pfarrers Adalbert Kleiner wurde im Zentrum Adlig Briesens ab 1716 eine einschiffige Kirche durch den Zimmermann Michael Streng in Holzbauweise errichtet. Als Stifter waren Angehörige der Geschlechter Brzeziński und Prądzyński sowie der Trzebiatowski, Gostomskie, Nieborski, Klonczyński und Rekowski beteiligt. Von den drei Glocken führte die größere die Inschrift Gloria in excelsis deo anno 1681. Fecit A. W. und die kleinere A. E. Anno 1650. A. E. steht für Andreas Ebeling. Die mittlere Glocke war neu. Die Briesener Kirche war lange eine Filialkirche von Borzyszkowy.
1752 wurde vom Zimmermann Kieller ein Turm in Ständerbauweise ergänzt und mit einem achteckigen konischen Helm bedacht. 1819 fand eine erste Restaurierung statt. 1902 wurde das Kirchenschiff erweitert. Die Polychromie an der Decke wurde 1903 von Władysław Drapiewski gestaltet, der in der ersten Hälfte des 20. Jahrhunderts zu den bekanntesten Schöpfern religiöser Gemälde in Polen gehörte. 1952 erhielt die Kirche eine zweite Sakristei. Zur Ausstattung zählen ein spätbarockes Kruzifix und eine Kanzel aus der Mitte des 18. Jahrhunderts sowie neugotisches Mobiliar aus dem frühen 20. Jahrhundert. Der Kirchplatz ist von einer Mauer umgeben.

## Gliederung
Zum heutigen Sołectwo (Schulzenamt) Adlig Briesen gehören die Ortsteile Bukowo, Janowo (Johannishof), Kocioł, Nowe Brzeźno (Neu Briesen) und Stare Brzeźno (Alt Briesen). Die Brzezieński Młyn (Briesenermühle) gehört heute zum Schulzenamt Lonken.